# L'Empreinte de tes lèvres
Pour plus de détails, voir Fiche technique et Distribution.
L'Empreinte de tes lèvres (La huella de unos labios)  est un film mexicain dramatique réalisé par Julián Hernández, sorti en 2023.

## Synopsis
Lors du confinement dû à la pandémie de Covid-19, Román, un jeune acteur, fait la connaissance par internet d'Aldo, un Indigène qui a l'autorisation de se déplacer pour son travail.

## Fiche technique
- Titre : L'Empreinte de tes lèvres
- Titre original : La huella de unos labios
- Titre anglais : The Trace of Your Lips
- Réalisation : Julián Hernández
- Scénario : Gustavo Hernández de Anda et Julián Hernández
- Photographie : Ariana Romero Rodríguez
- Montage : Emiliano Arenales Osorio
- Musique : Arturo Villela
- Production : Mil Nubes Cine
- Pays d’origine :  Mexique
- Langue : espagnol, nahuatl
- Durée : 81 min
- Date de sortie :
  - États-Unis : 17 juin 2023 (Festival du film Frameline)
  - Mexique : 23 octobre 2023 (Festival international du film de Morelia)
  - France : 23 novembre 2023 (Chéries-Chéris)

## Distribution
- Hugo Catalán : Román
- Mauricio Rico : Aldo
- Luis Vega

## Production

### Genèse et développement
Le réalisateur s'intéressait au rapprochement entre l'épidémie de sida et la pandémie de Covid-19 et en a fait le point de départ du film. Le titre La huella de unos labios était déjà le titre d'un film de Juan Bustillo Oro de 1952.

### Choix des acteurs
Le réalisateur a choisi pour acteurs principaux Hugo Catalán, qui avait joué dans son film de 2014 Tout le bonheur du monde et dans une série qu'il a réalisée, El juego de las llaves. L'acteur s'est dit fier de jouer des personnages très différents dans sa carrière.
L'acteur Mauricio Rico a étudié la danse.

## Distinctions

### Nominations
- Roze Filmdagen (nl) (Festival du film LGBT d'Amsterdam) : prix du jury pour le meilleur film[4]

## Accueil critique
Pour Gabe Evaristo, « C'est une sexualité crue et sans complexe, qui s'accompagne habituellement de plusieurs scènes de sexe, de conversations d'une sincérité désillusionnée avant et après les relations sexuelles, et d'une incapacité à cibler le public ».
Pour Rich Cline, « ne reculant jamais devant les représentations de la sexualité ou la nudité, Hernández est capable d'explorer des idées sur l'intimité de façon remarquablement efficace ».